# Joseph Jules de Foucauld
Pour les articles homonymes, voir Foucauld.
Pour les autres membres de la famille, voir Famille de Foucauld.
Joseph Jules de Foucauld, né au château de Lubersac (Corrèze) le 19 septembre 1782 et mort à Metz (Moselle) le 3 mars 1821, est un officier et député français.

## Biographie
Il entre à l'École polytechnique en 1801 et est nommé en 1805 lieutenant dans le génie. Il combat en Pologne (1807), puis en Espagne, où il est blessé. Il est envoyé ensuite en Hollande (1811) pour renforcer les fortifications du Helder et y reste jusqu'à la Restauration.
Le 22 août 1815, il est élu député de la Corrèze dans la Chambre introuvable et vote avec les « ultras ». En 1816, il ne peut être réélu car il n'a pas encore quarante ans.
Quand il meurt, le 3 mars 1821 à Metz, où il était colonel d'un régiment du génie, il venait juste de se marier, le 30 janvier, avec Marie Louise Lucile Azélie Bouvier de La Motte de Cépoy ; une fille, posthume, est née de ce mariage en novembre 1821.

## Distinctions
- Officier de la Légion d'honneur (24 aout 1814)[1]
- Chevalier de l'ordre royal et militaire de Saint-Louis